# Fântâna (okręg Hunedoara)
Fântâna – wieś w Rumunii, w okręgu Hunedoara, w gminie Lunca Cernii de Jos. W 2011 roku liczyła 25 mieszkańców.